# Makaói labdarúgó-szövetség
Makaói labdarúgó-szövetség (AFM) ((kínaiul: 中國澳門足球代表隊, portugálul: Selecção Macaense de Futebol).

## Története
Viszonylag későn, 1939-ben alakult meg a labdarúgó-szövetség. A FIFA világpolitikájának részeként egyre több ázsiai nemzet csatlakozott a sportmozgalomhoz.
Az AFM irányítja a sportszervezet működését, felelős a labdarúgás fejlesztéséért. Vezeti a makaói labdarúgó-bajnokság működését, a nemzeti bajnokságokat, kupaversenyeket. Felelős az ifjúsági és a női labdarúgás fejlesztéséért. Támogatja, vezeti az edzőbizottság, a Játékvezetői Bizottság működését. Fejleszti a nemzetközi sportkapcsolatokat.
A Kínához tartozó, azon belül speciális státusszal rendelkező Makaói Adminisztrációs Régió válogatottja, hasonlóan a politikai berendezkedéshez, a labdarúgásban is az egy ország két rendszer szisztémát érvényesíti, ugyanis teljes önállóságot élvez a kínai sportszervezetekkel szemben. Ez jellemezte a makaói labdarúgást az 1999. december 20. előtti évtizedekben is, amikor a miniállam Portugália fennhatósága alá tartozott.